# Atsuto Suzuki
Atsuto Suzuki (鈴木 厚人, Suzuki Atsuto, né le 3 octobre 1946 à Niigata, Japon) est un physicien japonais connu pour ses observations des neutrinos et anti-neutrinos.

## Carrière

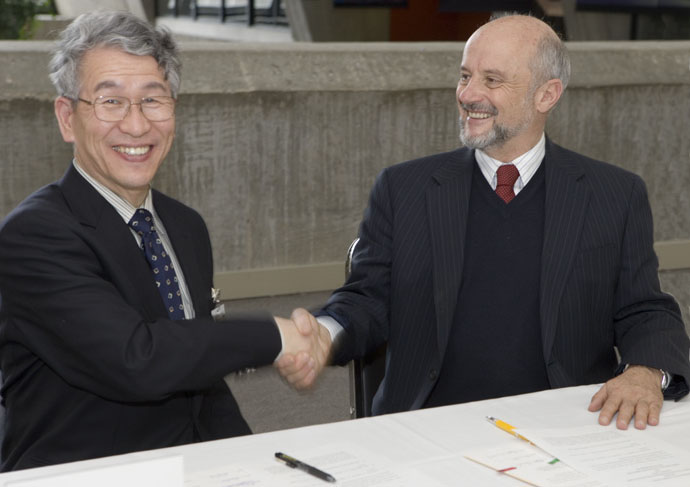
Avec Piermaria Oddone (avril 2007)

Suzuki obtient son doctorat à l'Université du Tōhoku en 1974, sous la direction de Masatoshi Koshiba. En 1982, il est nommé à la faculté de l'Université de Tokyo. En 1993, il occupe des postes simultanés de professeur au Laboratoire de physique des hautes énergies de l'Université de Tohoku et de professeur à l'Institut de recherche sur les rayons cosmiques (ICRR) de l'Université de Tokyo. Après avoir participé aux expériences de détection de neutrinos Kamiokande-II et Super-Kamiokande, Suzuki est nommé directeur du Centre de recherche pour la science des neutrinos en 1998 et dirige les expériences de détection de neutrinos KamLAND. De 2006 à 2015, il est directeur général du laboratoire d'accélérateurs de l'Organisation de recherche sur les accélérateurs à haute énergie (KEK).

## Réalisations scientifiques

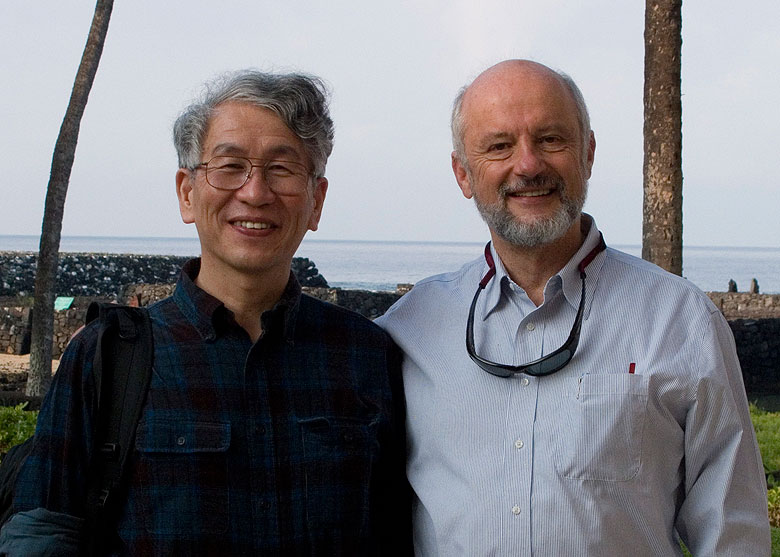
Avec Piermaria Oddone (octobre 2010)

L'expérience Kamiokande-II détecte une bouffée de neutrinos de la supernova 1987A, la première observation de ce type, qui vaut à l'équipe de recherche les prix Asahi et Bruno Rossi,.
Les observations de l'expérience Super-Kamiokande mesurent le phénomène d'oscillation des neutrinos (et donc la masse des neutrinos) avec une précision sans précédent, résolvant ainsi le problème des neutrinos solaires. Pour cette réalisation, le projet reçoit le prix Asahi 1998.
L'expérience KamLAND est la première à détecter des géoneutrinos générés par la désintégration de radionucléides au plus profond de la Terre. Ces observations fournissent les premières mesures directes de l'abondance des éléments producteurs de géoneutrinos et de leur distribution spatiale à l'intérieur de la Terre, marquant le début d'un nouveau domaine de la géoscience des neutrinos.
Suzuki reçoit la médaille d'honneur japonaise avec ruban violet en 2005, le prix Bruno Pontecorvo en 2006 et le Prix de physique fondamentale en 2016, partagé avec les enquêteurs du KamLAND, Super-Kamiokande, K2K / T2K, Daya Bay et les consortiums d'observation des neutrinos de Sudbury. Il est élu membre étranger de l'Académie des sciences de Russie en 2011.
En 2021, il est élu Personne du mérite culturel.